# Eriopyga iridescens
Eriopyga iridescens là một loài bướm đêm trong họ Noctuidae.